# Iglesia de la Asunción de Nuestra Señora (Ayora)
La iglesia parroquial de la Asunción de Nuestra Señora se encuentra situada en el centro de Ayora, formando una manzana casi completa. Es un compendio de la arquitectura entre los siglos XVI y XVII, con estilo renacentista y manierista. Actualmente alberga el archivo parroquial y un museo de arte sacro.
Fue declarada Bien de Interés Cultural el 21 de mayo de 1981. Identificador del bien otorgado por el Ministerio de Cultura: RI-51-0004496
Construida la mayor parte de la obra entre 1508 y 1739, es un compendio de la arquitectura valenciana de los años que duró su construcción. Destacan la nave de la iglesia cubierta por la hoy oculta bóveda de crucería, de tradición gótica pero con influencia renacentista en la molduración de los perfiles y trazados de los arcos. La portada principal es un bello ejemplar del herreriarismo, infrecuente en la arquitectura valenciana. La torre-campanario tiene su curiosa cúpula fabricada a la romana y la capilla de la comunión, es un excelente ejemplo de arquitectura barroca, con su camarín de planta falsamente movida y cúpula elíptica, siguiendo esquemas que intentan rebasar el ámbito regional.
Aparte de la interesante azulejería que se conserva tanto en el pavimento de la capilla de la comunión (siglo XVIII), como en la sacristía (siglos XVI-XVII) probablemente procedente del antiguo coro situado en el centro de la iglesia, y a pesar de las perdidas.

## Historia
Su primera fase de construcción se sitúa entre el 1508 y 1577. De esta época procede el ábside ochavado donde está el altar y el presbiterio y la bóveda de crucería que cubre esta parte del templo.
Un segundo período constructivo se inicia en 1595 y se da por acabado en 1628. En este fue terminada la nave central, el campanario y la fachada.
En una tercera fase de construcción se termina la capilla barroca, con su cripta (1693-1702), el camarín de la Virgen, curioso recinto elíptico de inspiración centroeuropea (1739) y la sacristía mayor (1745-1746). Un terremoto en 1748 la dañó gravemente y quedó oculta por las modificaciones del siglo XIX. En 1992 las obras de restauración de la cubierta de la Iglesia, volvieron a sacar a la luz la anterior bóveda gótica.

## Descripción
La iglesia propiamente dicha es de una sola nave, orientada su cabecera hacia el sur, con ábside ochavado. Está dividida en cinco tramos y tiene capillas entre los contrafuertes.
La nave tiene 42 metros de longitud, por 13 de anchura y 23,6 de altura. Está formada por cinco cuerpos, a los que hay que sumar el área del presbiterio. Las capillas laterales que hay entre los contrafuertes están separadas por pilastras de capitel corintio, sobre el que se asienta un potente cimacio del que arrancan los nervios de las bóvedas.
En su interior conserva unas espléndidas tablas de Yáñez de Almedina, pintor formado en Venecia por los discípulos de Leonardo da Vinci. También encontramos óleos, destacando el de El Ángel Tutelar de Ayora, del autor Vicente López y el retablo gótico con tablas pintadas de la Escuela Valenciana del siglo XVI relacionados con el círculo del maestro Cabanillas.
En el interior se disponen pilastras clásicas de sillería, que ocupan toda la altura de la nave y a partir de las cuales se voltean los arcos fajones, que son de medio punto, entre estos se desarrollan bóvedas de crucería con terceletes (cada uno de los nervios que en las bóvedas de crucería suben desde los apoyos y se unen en el centro de las caras). Sobre la bóveda de crucería existe una armadura de madera formada por diecisiete cerchas o cuchillos, que están formados por pares con un puente, tirante y pendolón, a los que se han añadido numerosas tornapuntas o apeos de diversas formas, pero fundamentalmente y sistemáticamente apean los pares sobre el tirante. Correas situadas sobre las cerchas soportan la tablazón y las tejas. La cubierta está formada por tantas vertientes como lados el polígono que forma la planta de la iglesia.
Bajo la bóveda de crucería hay otra de cañón seguido con lunetos, tabicada, que oculta a la anterior. Las capillas laterales se cubren con bóvedas de crucería simple, quedando igualmente, en algún caso, ocultas como la bóveda de la nave por otras tabicadas de cañón.
La fachada principal, situada a los pies, está construida enteramente en sillería. Se organiza mediante un gran nicho, prolongación al exterior de la nave de la iglesia. La portada queda enmarcada por el nicho y consta de dos cuerpos: el inferior está dispuesto a modo de arco triunfal, con pares de columnas de orden dórico y hornacinas con veneras en los intercolumnios. El entablamento es corrido y lleva triglifos y rosetas en las metopas. En el segundo cuerpo, en orden jónico, se sitúa una ventana rematada por frontón curvo partido que queda albergada entre columnas que soportan un frontón, a los lados se sitúan obeliscos de gran esbeltez rematados por bolas.
Existe una puerta lateral, orientada al oeste, más sencilla, formada por vanos adintelados, flanqueada por pilastras que soportan un entablamento sobre el que sitúa una hornacina dispuesta entre pilastras, rematada por un frontón y de la que parten aletones. La composición entá rematada por pináculos formados por bolas y pirámides.
Los muros de la iglesia son de mampostería tomada con argamasa de cal, formada mediante grandes mampuestos desbastados y escuadrados. Tiene llaves de sillería en esquinas, contrafuertes y ventanaje.
La sacristía, de planta rectangular, está cubierta con bóveda tabicada de medio cañón con lunetos. Se accede a ella por la cabecera y por la capilla de la comunión.
La capilla de la comunión se sitúa junto al lado de la epístola y adopta planta de cruz latina. Los muros son de ladrillo y mampostería, esta de peor calidad que el resto de la obra. Se cubre con bóvedas de cañón con lunetos en las naves y cúpula con linterna en el crucero. Tras el presbiterio se sitúa el camarín de Nuestra Señora de los Desamparados, de planta mixtilínea y que se cubre con cúpula de planta elíptica. El pavimento, que es el original, conserva un solado de azulejería con motivos naturalistas. La fachada principal se dispone a los pies, quedando rematada por una cornisa curvilínea, resolviendo la esquina con la calle Ossa de la Portilla mediante una torrecilla-espadaña cubierta con cúpula. La portada es de piedra caliza de grano muy fino y débil consistencia, estando muy deteriorada, queda alojada bajo un arco de descarga apuntado, de ladrillo y consta de dos cuerpos; el primero flanqueado por pilastras y retropilastras, y el segundo formado por un edículo con temas eucarísticos, vid, trigo, y ángeles adorando la Eucaristía. Bajo la nave del crucero y en toda la dimensión de éste, se sitúa la cripta, que es de forma rectangular y se cubre con bóveda rebajada. Su entrada se efectúa desde una capilla de la iglesia.
La torre-campanario está situada a los pies de la iglesia. La fábrica es de sillería y estructuralmente consta de un solo cuerpo, que adopta planta cuadrada y queda cubierto por una cúpula sobre pechinas, esta es de argamasa de cal aligerada con tiestos y se organiza mediante encasetonado de nervios de ladrillo utilizado como encofrado perdido. En la parte superior se abren cuatro vanos, uno por lado, enmarcados exteriormente por doble apilastrado toscano y que alojan las campanas. Remata exteriormente con pináculos en forma de pirámide y bolas. Un forjado de madera a la altura de los vanos, apeado en arcos rebajados, sirve de suelo al cuerpo de campanas.